# Il Signore degli Anelli: La Terza Era
Il Signore degli Anelli: La Terza Era (The Lord of the Rings: The Third Age) è un videogioco di ruolo pubblicato nel 2004 dalla Electronic Arts per Xbox, PlayStation 2, GameCube e Game Boy Advance basato sulla famosa trilogia cinematografica di Peter Jackson tratta dal famoso romanzo di Tolkien ed è il quarto videogioco pubblicato riguardo a Il Signore degli Anelli, dopo quelli della trilogia. Il gioco segue le vicende del film, ma gli eventi degli episodi vengono visti da un gruppo di personaggi giocabili totalmente nuovi, non apparsi né nel libro, né nel film: Berethor, membro della guardia armata di Minas Tirith partito alla ricerca di Boromir; Idrial, elfa al servizio di Dama Galadriel; Elegost, un Ramingo del Nord; Hadhod, nano del clan di Fundin amico di Elegost; Morwen, contadina di Rohan la cui famiglia (originaria di Gondor) è stata sterminata dagli Orchi; Eaoden, cavaliere del Mark.
Durante il gioco si possono utilizzare occasionalmente gli eroi della Compagnia dell'Anello e non (come Gandalf, Legolas, Gimli, Aragorn e Faramir); nelle battaglie si possono utilizzare fino a tre personaggi, scoprendo le abilità di ciascuno; i combattimenti assomigliano a quelli di Final Fantasy X per certi aspetti, come il sistema di turni, la possibilità di cambiare gli eroi durante gli scontri e una barra dell'impeto che, una volta riempita, consente di utilizzare le devastanti mosse della Modalità Perfetta, tra cui la salva di frecce, il Mannaro gigante, l'attacco degli Ent e le Aquile di Manwë. È inoltre disponibile la "Modalità Malvagia", nella quale si possono impersonare personaggi cattivi quali i Nazgûl, i servitori di Saruman e il Balrog.

## Trama

### Eregion
Qui comincia l'avventura, con Berethor che giunge da Gondor, incaricato da Denethor ad andare a cercare Boromir. Arrivato a un ponte, viene attaccato da un gruppo di Nazgûl, rischiando di morire se non fosse arrivata in tempo Idrial, un'elfa servitrice della Bianca Dama Galadriel, che scaccia i cavalieri oscuri con una magia dell'Acqua. Dopo aver curato Berethor i due si incamminano per raggiungere un avamposto elfico. Lì arrivati, i due prendono dell'equipaggiamento. Usciti, dei Crebain fanno capire a Idrial che Saruman, lo stregone bianco, ha tradito tutti alleandosi con l'Oscuro Signore Sauron; i due arrivano poi ad una carovana elfica, dove salvano un'elfa da un'imboscata degli Orchetti, che li avverte che c'è stata una grande battaglia al passo del Caradhras. Arrivati sui sentieri innevati della montagna, Berethor e Idrial conoscono Elegost, uno dei Dunedain, e insieme a lui sgominano i branchi di warg che infestavano la montagna. Riescono a raggiungere il luogo dove la Compagnia dell'Anello si era accampata, vicino ad un avamposto, infestato dagli Orchi. Ripulito il luogo dai nemici, Elegost racconta il motivo della sua presenza sul Caradhras: lui e Hadhod, un suo compagno Nano, vennero assaliti dagli Orchetti, e poi un fulmine (lo stesso usato da Saruman per ostacolare il viaggio della Compagnia) ha causato una valanga che trascinò con sé Hadhod; prima di cadere, però, il Nano diede a Elegost una mappa di Moria di Elrond di Gran Burrone, ma uno degli Orchetti sopravvissuti gliela strappò via. Il trio decide di inseguire il ladro, e lo trovano in uno degli altari elfici che gli Orchetti hanno occupato. Trovata la strada per Moria, Elegost vede le impronte di Hadhod, e infatti lo ritrovano, ma il Nano non è solo: sta combattendo contro un Troll di caverna. Uccisa la bestia, il gruppo arriva al Mirolago dove si trova l'entrata di Moria. Lì vedono un gruppo di Orchetti ucciso da alcuni Elfi, ma proprio in quel momento emerge l'Osservatore nell'acqua, la creatura abitante del lago. Il gruppo riesce a resistere per qualche tempo contro la bestia acquatica e, all'ultimo momento, fanno scagliare i suoi tentacoli contro le pietre che sbarravano l'accesso a Moria.

### Moria Occidentale
L'avventura si sposta quindi a Moria, l'antico reame dimenticato dei Nani. Qui il gruppo fronteggia e sconfigge per sempre l'Osservatore nell'acqua, per poi avventurarsi nelle oscure miniere di Moria, fronteggiando i Goblin e i Warg albini che da tempo immemore hanno preso residenza lì: l'obiettivo è quello di raggiungere il ponte di Khazad-dûm, unica uscita dalle miniere, nella parte orientale attraverso uno dei tanti pozzi minerari, del quale trovano la mappa su uno dei capi Goblin. Tra un Goblin e l'altro, Berethor e compagni rendono omaggio alle tombe dei Nani caduti in difesa della loro casa, alla magnificenza delle città imponenti e delle miniere di mithril che sono sparse nella montagna. Scesi nel pozzo, proprio vicino a loro precipita lo scheletro fatto cadere da Pipino e sentono la voce di Gandalf che lo rimprovera: si accorgono, quindi, che la Compagnia dell'Anello è proprio sopra di loro. Nello scheletro, Idrial trova una chiave e Hadhod pensa che sia quella che potrebbe aprire il Libro dei Segreti di Moria. Ma proprio in quel momento vedono salire dall'enorme pozzo il Flagello di Durin, uno dei Balrog di Morgoth, un tempo Maiar che però vennero corrotti da Morgoth in potenti creature dell'ombra. Il Balrog distrugge l'unica strada che permette al gruppo di seguirlo, così devono ritrovarlo prendendo un'altra strada. Arrivati nella sala del trono di Moria, il gruppo uccide un capitano Goblin e trova il Libro dei Segreti. Idrial, benché sappia leggerlo, non riesce a capire dove è situata la porta verso Nanosterro, e Hadhod le rivela che la mappa per raggiungerla è nascosta proprio dietro il trono. Arrivati davanti alla porta, Idrial pronuncia le parole e il gruppo prosegue nel più grande reame dei Nani. Arrivano alla Sala dei registri, il luogo dove la Compagnia dell'Anello è stata attaccata dai Goblin e dal Troll di caverna. L'ultimo dei Goblin sopravvissuti li fronteggia ma, proprio in quel momento, il Flagello di Durin irrompe nella sala dove incenerisce il Goblin, e per poco anche la piccola compagnia. Ritrovato finalmente il Balrog, il gruppo lo segue per trovare la Compagnia dell'Anello.

### Moria Orientale
Dato che il Balrog li ha superati, il gruppo è attaccato da una moltitudine di Goblin e dal primo dei nove troll di Mordor: queste creature vennero mandate da Sauron a Moria, e quando Balin venne per riconquistare le miniere, insieme ai figli di Hadhod, venne ucciso da loro, mentre i figli da uno dei Troll, il quale è deciso a uccidere anche Hadhod per portare a termine il suo compito. La piccola compagnia si fa avanti contro i Goblin e i Troll, arrivando anche ad uccidere lo sciamano Goblin, che offriva sacrifici in onore del Balrog, e il Tamburino goblin, che richiamava in continuazione nuovi rinforzi. Superato un immenso mausoleo, in cui vi sono sepolti i signori di Moria, il gruppo giunge finalmente al ponte di Khazad-dûm, proprio mentre Gandalf fronteggia il Flagello di Durin. Il gruppo, però è interrotto dagli ultimi due Troll, ma Hadhod li sconfigge vendicando la sua famiglia. A questo punto, Berethor e i suoi compagni aiutano lo stregone contro il Balrog che, dopo un lungo combattimento, lo fa precipitare nell'abisso sotto il ponte, ma anche Gandalf, preso dalla frusta infuocata del suo avversario, cade.

### Gole dell'Estemnet
Usciti finalmente da Moria, Berethor e i suoi compagni arrivano a Lothlórien, guidati dallo spirito di Gandalf, dove vengono accolti da Dama Galadriel, la regina alla quale Idrial è devota. Durante la loro permanenza a Lórien, Berethor scopre che Boromir è morto e quindi è libero dalla sua missione affidatagli da Denethor, motivo per cui Gandalf gli intima di unirsi alla loro causa per contrastare Saruman e Sauron. Il gruppo raggiunge le Gole dell'Estemnet, dove Elegost trova delle tracce di un gruppo di Uruk-hai passato di lì da poco, che sarebbero la retroguardia di quelli che hanno catturato Merry e Pipino. Lì incontrano Aranel, il capo del gruppo di Elfi che li stava seguendo fino al cancello di Moria, mandati apposta da Idrial per proteggerli ulteriormente. Aranel li informa che il suo gruppo è rimasto coinvolto in un'imboscata degli Uruk-hai, e che si è diviso, perciò la compagnia, aiutata dall'Elfo, comincia a rintracciare i dispersi. Usciti da una grotta in cui dimora un vecchio e gigantesco Warg, al gruppo appare Gandalf, diventato lo stregone bianco, il quale li informa di dirigersi a Rohan, la terra dei signori dei cavalli, per aiutarlo a radunare tutti i Rohirrim di Éomer, nipote di Théoden, il re di Rohan, e guidarli al Fosso di Helm per la battaglia che avverrà lì. Sgominati tutti gli Uruk-hai, il gruppo ne individua gli ultimi membri che tengono in ostaggio un soldato di Rohan. Dopo averlo salvato, il gruppo si separa da Aranel e dai suoi Elfi per dirigersi a Rohan.

### Rohan, dimora dei signori dei cavalli
Arrivati ai margini della Foresta di Fangorn, Berethor e i suoi compagni, insieme al soldato di Rohan, incontrano proprio Éomer, e lo informano della loro missione affidatagli da Gandalf. Éomer accetta, ma, come ad Aragorn, Legolas, e Gimli, li avverte di non contare sulla speranza in queste terre. Infatti, Rohan viene assaltata da orde di Orchetti e Uruk-hai di Isengard e dagli uomini selvaggi di Dunland, ora alleati di Saruman. In uno dei villaggi assediati salvano dagli Orchetti Morwen, una guerriera di Rohan ma originaria di Gondor in cerca della sua famiglia, e per questo decide di unirsi al gruppo. Una volta radunati tutti i cavalieri di Éomer di quelle parti, il gruppo attraversa il ponte che conduce alla cittadina di Acquaneve. Morwen capisce che la sua famiglia non era diretta a Edoràs ma era fuggita sui sentieri dei Monti Bianchi. Arrivati ad Acquaneve la trovano devastata; uno dei popolani sopravvissuti li informa che è stato Grima Vermilinguo, l'ex consigliere di Théoden, alleato di Saruman, a permettere agli invasori di conquistarla. Azionate le porte per arrivare alla sala reale, il gruppo si scontra con Grima e due capitani Uruk; alla fine, Grima, con uno stratagemma, riesce a fuggire; Morwen ha intenzione di ucciderlo per vendicare tutti gli abitanti della città, ma Berethor la ferma, dato che ormai Grima non può più fare niente. Usciti da Acquaneve, Morwen trova il ciondolo di sua madre davanti ad una galleria dei Warg, ma fortunatamente non si trovano lì dentro. Usciti fuori incontrano Eaoden, un cavaliere di Rohan, che si offre di accompagnarli al Fosso di Helm, e si unisce al gruppo. Più avanti trovano i corpi di un uomo e di una donna, e purtroppo Morwen li riconosce come suo padre e sua madre; e in quel momento entra in scena il capitano dei cavalieri Warg Sharkû, il vero assassino della coppia. Messo alle strette, Sharkû si ritira per attaccare la carovana guidata da re Théoden verso il Fosso di Helm.

### Fosso di Helm
Giunti finalmente al fosso di Helm, il gruppo si prepara per la battaglia che verrà al calar della notte. Durante questa pausa, incontrano Aragorn, Legolas e Gimli, e anche re Théoden, i quali spiegano le misure da prendere per vincere la battaglia.
Calata la notte, l'esercito di diecimila Uruk-hai mette sotto assedio il Fosso di Helm. Berethor e i suoi compagni proteggono le mura insieme a Legolas, ma alla fine gli Uruk-hai fanno esplodere le mura del trombatorrione con le mine; riescono a bloccarli temporaneamente insieme a Gimli; grazie ad un ariete, gli Uruk-hai sfondano il cancello, ma anche qui, insieme ad Aragorn, Berethor e il suo gruppo riescono a respingerli. Tuttavia, gli Uruk-hai, adesso, attaccano su più fronti e Théoden è costretto a ordinare la ritirata; Berethor però non vuole fuggire dalla battaglia e, dopo che lui ha sconfitto alcuni degli elementi più feroci dell'esercito, i suoi compagni lo convincono a ritirarsi nella fortezza. Tutto sembra perduto, quando il sole sorge e Idrial capisce che Gandalf è arrivato insieme a Éomer e i suoi Rohirrim e che gli Ent, guidati da Barbalbero, stanno assediando Isengard. In quel momento, Gandalf e Idrial fanno vedere la verità a Berethor: lui era un cavaliere esiliato e, per tutto questo tempo, era sotto un incantesimo di Saruman, il quale gli aveva detto di trovare Boromir e ucciderlo perché avrebbe ottenuto l'Unico Anello.

### Osgiliath
Conscio di poter trovare le risposte che cerca sul suo passato, Berethor, insieme alla sua compagnia, si dirige insieme a Gandalf verso Gondor. Mentre Gandalf, insieme a Pipino, si dirige verso Minas Tirith, Berethor si spinge ancora più a est, fino ad Osgiliath, un tempo l'antica capitale di Gondor, ora in rovina e divisa tra due fronti tra gli Orchetti di Mordor, guidati da Gothmog, e i soldati e i raminghi di Gondor, guidati da Faramir, figlio di Denethor e fratello di Boromir. In quel momento Berethor riesce a ricordare in parte il suo passato: un tempo lui era uno dei soldati sotto Boromir che, durante una delle battaglie contro gli Orchetti di Mordor, come molti, abbandonò il suo posto fuggendo. Benché riescono a respingerli, alla fine gli Orchetti invadono con grosse forze Osgiliath e Idrial viene presa da uno dei Nazgûl, ma riesce a liberarsi e precipita su un'isola. Per evitare il grosso degli Orchetti, Berethor e i suoi compagni salgono sui tetti, dove arrivano a fronteggiare anche i Nazgûl; contemporaneamente, Idrial si difende dagli Orchetti sull'isola. Scesi e passando per le fogne, il gruppo raggiunge una delle barche degli Orchetti per andarsene, in quanto gli Orchetti hanno oramai preso Osgiliath. Prima di andare, Berethor salva Idrial da due Nazgûl. In quel momento compare il Re Stregone di Angmar a cavallo della sua bestia alata. Il capo dei Nazgûl rivela a Berethor che lo aveva incontrato in passato, e vedendo il suo valore aveva deciso di farlo diventare uno Spettro come lui affinché Sauron avesse il più forte fra i capitani di Gondor. Berethor, infatti, ha una visione di una spada Morgul con la punta spezzata, e ricorda che fu ferito da quella spada proprio sull'isola e che fu proprio la paura infertagli dall'incantesimo a farlo disertare, il tutto per farlo diventare più forte e alla fine farlo diventare un Spettro e colui che, alla testa degli eserciti di Mordor, avrebbe distrutto Minas Tirith; ma niente di tutto questo è successo perché Gandalf e Galadriel avevano mandato Idrial per aiutarlo. Berethor comprende che la punta è rimasta da qualche parte nel suo petto, segno che il potere del Re Stregone scorre tuttora dentro di lui, così prende la decisione di rimuovere il frammento per potersi liberare per sempre dall'influenza del Capitano Nero. I due riescono a far ritirare il Re Stregone e a ricongiungersi con il resto del gruppo per andare a difendere Minas Tirith. Durante il tragitto, Idrial schiarisce completamente il passato di Berethor, rivelandogli che a causa della sua diserzione fu bandito da Denethor, e anche la famiglia della sua promessa sposa, ovvero Morwen. Berethor è sconvolto da ciò, ma adesso devono pensare a difendere la Città Bianca.

### Minas Tirith
Le forze di Mordor, attraverso le torri d'assedio e il gigantesco ariete Grond, riescono a entrare dentro Minas Tirith. Berethor e il suo gruppo difendono il cortile sbaragliando Orchetti, Esterling e Troll d'assedio. Gandalf ordina a loro di liberare tutti i sette livelli della città, eliminando così i maggiori esponenti dell'esercito di Sauron e salvando molti gondoriani. Arrivati all'ultimo livello aiutano Gandalf contro il Re Stregone che, sentendo la venuta dei Rohirrim, si ritira nel Pelennor. Arrivati sulla sommità della città, Berethor vede Denethor in fiamme gettarsi giù dalla protuberanza di Minas Tirith; Gandalf dice a Berethor che con la morte del sovrintendente il suo esilio è finito. Arrivati nella sala del trono, uccidono gli ultimi Orchetti e Esterling e prendono lo stendardo di Elendil da dietro il trono per rafforzare il morale dell'esercito. Idrial li informa che Aragorn è arrivato con le navi corsare portando con sé l'Esercito Grigio.

### Campi del Pelennor
Arrivati nei Campi del Pelennor, il gruppo prende parte alla battaglia facendosi strada fra Orchetti, Esterling e i giganteschi Olifanti provenienti da Harad. Durante la battaglia, il Re Stregone uccide re Théoden, e sua nipote Éowyn si fa avanti per vendicarlo. Insieme riescono a sconfiggere il più potente servo di Sauron, gettando giù il morale delle rimanenti forze di Mordor. Arriva anche Aragorn con l'Esercito Grigio, e insieme eliminano gli ultimi Orchetti rimasti. Proprio in quel momento, i Nazgûl feriscono a morte Morwen per vendicarsi di tutte le loro sconfitte; Berethor affronta così le sue paure e sconfigge gli otto Spettri dell'Anello, scacciandoli di nuovo a Mordor. Grazie ad Aragorn, Morwen guarisce e Berethor si ricongiunge con la sua amata. A questo punto viene rivelata la missione di Frodo e Sam verso Monte Fato e gli eserciti di Gondor e di Rohan avanzano verso il Nero Cancello per distrarre l'Occhio di Sauron. Berethor e il suo gruppo, però, con un atto di eroismo, decidono di attaccare direttamente Sauron, così da tenerlo impegnato ancora di più, il tempo sufficiente che l'Unico Anello viene distrutto nelle profondità di fuoco di Monte Fato, segnando così la vittoria.

## Personaggi

### Protagonisti

#### Berethor
Berethor è il primo personaggio che si incontra, egli è il capitano della guardia della Cittadella di Gondor ed è inviato alla ricerca di Boromir (partito con la gloriosa Compagnia dell'Anello). Combatte con vari tipi di spade e scudi e può usare le sue doti di comando come capitano per unire e potenziare gli attacchi del gruppo; è l'unico personaggio che può acquisire immunità alla Paura dei Nazgûl. È innamorato di Idrial, nonostante sia difficile per elfi e uomini amarsi a causa dell'immortalità dei primi.

#### Idrial
Berethor è da poco partito quando si imbatte nei terribili Nazgûl e rischia di avere la peggio, se non fosse per l'intervento di un'elfa che sconfigge i due Nazgûl. Ella è Idrial, servitrice di Galadriel Bianca Dama e decide di unirsi a Berethor per recarsi dalla sua Signora e avvertirla dei pericoli che corre la Terra di Mezzo. Idrial utilizza in combattimento le spade elfiche, e può usare magie curative e magie da combattimento del gruppo dell'Acqua. Ricambia l'amore di Berethor.

#### Elegost
I due amici aiutano a difendere una carovana elfica in pericolo e a fine combattimento un'elfa rivela loro che c'è stata una battaglia recente nel Caradhras. Così i due guerrieri si precipitano nel luogo della battaglia e lì trovano Elegost, un Dunedain che è stato assalito dagli Orchetti mentre era in compagnia di un nano, un suo amico. Specialista dell'attacco a lunga distanza, l'arma di Elegost è l'arco; sfruttando la sua precisione, Elegost può infliggere colpi mirati che causano vari effetti sui nemici, come accecamento e paralisi; è anche capace di utilizzare magie del gruppo della Terra e dell'Aria. Elegost è inoltre il più veloce del gruppo e ha la possibilità di esaminare il nemico per conoscere i suoi punti deboli. All'inizio Berethor ed Elegost non vanno d'accordo a causa della naturale avversione di gondoriani e dunedain.

#### Hadhod
Elegost rivela agli amici che il suo amico nano Hadhod sta cercando le porte di Morìa. Durante la battaglia precedente che ha diviso il ramingo e il nano un orchetto di Mordor ha rubato ad Hadhod una mappa, dono di Elrond di Gran Burrone e senza la mappa il nano è disperso. Più in la trovano Hadhod che sta combattendo contro un troll e dopo che tutti e quattro l'hanno sconfitto decidono insieme di andare a Morìa, dove insieme trovano l'orchetto ladro, lo uccidono e recuperano la mappa. Hadhod è il componente del gruppo dotato degli attacchi più pesanti: in combattimento utilizza asce o martelli e sfrutta magie difensive del gruppo della Terra e incantesimi offensivi del gruppo della Terra e del Fuoco. Inizialmente Hadhod non vede di buon occhio Idril, com'è tipico di nani ed elfi, ma i due impareranno a lavorare insieme.

#### Morwen
Quando i quattro arrivano a Rohan verso il villaggio dell'Ovestfalda (dove da poco è avvenuto l'incendio dagli Uruk-hai) e lì trovano Morwen, una dei pochi superstiti che è in cerca della sua famiglia. Combatte con due asce da guerra, e dispone di una buona destrezza che le consente di sottrarre oggetti al nemico. Morwen possiede attacchi abbastanza potenti, ma ha meno resistenza degli altri componenti del gruppo. Nutre interessi romantici verso Berethor, per niente apprezzati da Idrial.

#### Eaoden
Dopo che la compagnia dei cinque è uscita da Acquaneve incontrano un soldato Rohirrim di nome Eaoden che li porta al Fosso di Hélm. Cavaliere Rohirrim per eccellenza, l'arma preferita di Eaoden è la lancia, che spesso utilizza insieme a piccoli scudi. Eaoden ha una resistenza piuttosto limitata rispetto a membri più potenti come Berethor o Hadhod, ma ha la possibilità di assorbire la salute e la forza del nemico, aggiungendola alla sua; dispone anche di deleteri poteri spirituali, che possono annullare i punti di forza dei nemici, frantumarne le armature e dissiparne la forza nel tempo. Egli conosce un importante segreto legato al passato di Berethor.

### Alleati
- Gandalf
- Aranel
- Legolas
- Gimli
- Aragorn
- Faramir
- Éowyn

### Nemici

#### Nemici comuni
- Orchetti
- Uomini Selvaggi
- Warg
- Troll
- Goblin
- Uruk-hai
- Nazgûl
- Esterling
- Olifanti

#### Nemici principali
- Osservatore nell'acqua (Eregion - Moria Occidentale)
- Balrog (Moria orientale)
- Grima Vermilinguo (Rohan, dimora dei Signori dei cavalli)
- Sharkû (Rohan, dimora dei signori dei cavalli)
- Gothmog (Osgiliath)
- Re Stregone di Angmar (Osgiliath - Minas Tirith - Campi del Pelennor)
- Sauron (Mordor)

## Livelli
- Eregion
- Moria Occidentale
- Moria Orientale
- Gole dell'Estemnet
- Rohan, dimora dei signori dei cavalli
- Fosso di Helm
- Osgiliath
- Minas Tirith
- Campi del Pelennor
- Barad-dûr

## Modalità malvagia
Completando ogni capitolo della storia si sblocca un nuovo capitolo in modalità malvagia in cui si ripercorrono le battaglie principali del capitolo giocato, con la differenza che si combatterà con i servi di Sauron contro il gruppo di Berethor (e gli alleati occasionali). Una volta finito un capitolo si ottengono nuovi oggetti da equipaggiare in modalità storia.

## Accoglienza
La rivista Play Generation lo classificò come uno dei quattro migliori titoli basati su Il Signore degli Anelli.